# ليام لورينس
ليام لورينس (بالإنجليزية: Liam Lawrence) (مواليد 13 ديسمبر 1981 في ريتفورد - إنجلترا) لاعب كرة قدم إيرلندي يلعب حاليا لصالح نادي دوري الدرجة الثانية الإنجليزي شروزبري تاون الإنجليزي منذ 2014 في مركز الجناح الأيمن .

## روابط خارجية
- ليام لورينس على موقع قاعدة بيانات كرة القدم.إي يو (الإنجليزية)
- ليام لورينس على موقع ناشيونال فوتبول تيمز (الإنجليزية)
- ليام لورينس على موقع Soccerbase.com (لاعب) (الإنجليزية)
- ليام لورينس على موقع Soccerway.com (الإنجليزية)
- ليام لورينس على موقع عالم كرة القدم.نت (الإنجليزية)
- ليام لورينس على موقع AS.com (الإسبانية)